# 豊玉郵便局
豊玉郵便局（とよたまゆうびんきょく）は長崎県対馬市豊玉町仁位にある郵便局。民営化前の分類では集配普通郵便局であった。

## 概要
住所：〒817-1299 長崎県対馬市豊玉町仁位1567-1

### 併設施設
民営化直前の集配業務再編において、多くの集配普通郵便局は統括センターとなったが、当局は配達センターとされたため、民営化後も郵便事業株式会社の支店は併設されず、郵便事業新福岡支店豊玉集配センターとなっていた。
2012年（平成24年）10月1日に、それぞれの運営会社だった郵便事業株式会社と郵便局株式会社の統合によって日本郵便株式会社が発足したことに伴い、それぞれの店舗も統合された。

## 沿革
- 1880年（明治13年）7月16日 - 大字仁位1571番地に「仁位郵便局」（五等）が開局。
  - 初代局長は山下五平太。局舎は局長宅に併設された。
- 1883年（明治16年）10月 - 隔日の郵便配達業務取り扱いを開始。
- 1886年（明治19年）5月 - 郵便配達業務取り扱いが毎日になる。
- 1908年（明治41年）7月26日 -  局長宅そばに独立局舎が完成し移転を完了。
- 1910年（明治43年）3月3日 - 移転。
- 1912年（明治45年）3月21日 - 電報業務取り扱いを開始。
- 1936年（昭和11年）9月25日 - 電話業務取り扱いを開始。
- 1937年（昭和12年）10月10日 - 仁位村仁位1572番地に移転。
- 1941年（昭和16年）2月1日 - 特定郵便局となる。
- 1955年（昭和30年）
  - 3月20日 - 豊玉村の発足により住所表記が変更される。
  - 8月1日 -「豊玉郵便局」に改称。
- 1963年（昭和38年）1月11日 - 奴加岳郵便局加入の電話を集中合併。
- 1965年（昭和40年）5月16日 - 仁位1567番地に移転。
- 1975年（昭和50年）
  - 4月1日 - 豊玉町の発足により住所表記が変更される。
  - 9月17日 - 電話の自動化により電話交換業務を廃止。
- 1979年（昭和54年）1月23日 - 電報配達取り扱いを廃止。
- 1987年（昭和62年）4月20日 - 仁位1581-1に移転。
- 2004年（平成16年）3月1日 - 対馬市の発足により、住所表記が変更される。
- 2007年（平成19年）
  - 5月21日 - 小船越郵便局より集配業務、貯金・保険の集金業務が移管される[1]。
  - 10月1日 - 民営化に伴い、併設された郵便事業新福岡支店豊玉集配センターに一部業務を移管。
- 2012年（平成24年）10月1日 - 日本郵便株式会社発足に伴い、郵便事業新福岡支店豊玉集配センターを豊玉郵便局に統合。

## 取扱内容
- 郵便、印紙、ゆうパック、内容証明
- 貯金、為替、振替、振込、国際送金、国債
- 生命保険、バイク自賠責保険
- ゆうちょ銀行ATM
- 対馬市内の一部地域の集配業務

## 周辺
- 対馬市役所 中対馬振興部・対馬市議会（旧・対馬市役所豊玉地域活性化センター）
- 対馬市立豊玉小学校
- 対馬市立豊玉中学校
- 長崎県立豊玉高等学校
- JA対馬中対馬支店
- スーパーサイキ豊玉店
- 国道382号
- 長崎県道232号唐崎岬線

## アクセス
- 対馬交通バス（国道382号） 「仁位」停留所下車
- 対馬市営バス （長崎県道232号）「糸瀬道」停留所下車
- 駐車場あり：4台

## 参考資料
- 「豊玉町誌」（1992年（平成4年）3月1日, 豊玉町役場）p.975 – p.979